# Ranil Wickremesinghe
Ranil Wickremesinghe, MP, (en singalès: රනිල් වික්‍රමසිංහ; en tàmil: ரணில் விக்ரமசிங்க; nascut el 24 de març de 1949) és un polític singalès que ha actuat com a Primer ministre de Sri Lanka entre 2015 i 2019 i com a President de Sri Lanka entre 2022 i 2024. Ha sigut líder del Partit Nacional Unit des del 1994 i com a parlamentari pel districte de Colombo des del 1997. És també el líder del Front Nacional Unit, havent esdevingut el cap de l'aliança l'octubre del 2009.
Wickremesinghe és el segon fill d'Esmond, un baró de la premsa i ex-Samasamajista, i Nalini Wickremasinghe. El seu oncle paternal, Lakshman Wickremasinghe, era Bisbe de l'Església de Sri Lanka. La seva línia materna consistia en barons de diaris i terratinents. Wickremesinghe va estudiar al Royal College de Colombo on va ser company de classe i amic d'Anura Bandaranaike, fill del Primer ministre Solomon Bandaranaike i Dinesh Gunawardena, fill del líder socialista Philip Gunawardena. Wickremasinghe va entrar a la Facultat de Llei a la Universitat de Ceylon, actualment Universitat de Colombo. Va completar els exàmens de dret al Sri Lanka Law College i va jurar el càrrec d'advocat el 1972.
Wickremesinghe havia estat Primer ministre prèviament entre el 7 de maig de 1993 fins al 19 d'agost de 1994, i del 9 de desembre de 2001 fins al 6 d'abril de 2004. Va esdevenir el líder del partit el novembre de 1994 després de l'assassinat de Gamini Dissanayake durant la seva campanya per les eleccions presidencials de 1994. El 8 de gener de 2015, Wickremesinghe va ser nomenat Primer ministre pel President Maithripala Sirisena, que havia guanyat el President Mahinda Rajapaksa a les eleccions presidencials de 2015.
La coalició de Wickremesinghe, el Front Unit Nacional per una Bona Governança, va guanyar les eleccions al parlament de 2015 amb 106 escons. Tot i que no van aconseguir la majoria simple, Wickremesinghe va ser reelegit Primer ministre, amb més de 35 membres del Partit de la Llibertat de Sri Lanka afegint-se al seu gabinet.